# Alberto Moravia
Alberto Moravia (Rim, 28. studenog 1907. – Rim, 26. rujna 1990.), pravim imenom Alberto Pincherle,  talijanski je književnik (pripovjedač, dramaturg, esejist), podrijetlom Židov iz Moravske, a po majci iz Dalmacije. Majka mu se zvala Gina De Marsanich, a bila je sestra prijeratnog fašista Augusta De Marsanicha, poslijeratnog tajnika neofašističke stranke MSI (1950. – 1953.).

## Život
Moravia se rodio u Rimu 1907. S devet godina obolio je od tuberkuloze kostiju koju je, uz poboljšanja i pogoršanja zdravstvenog stanja, konačno prebolio 1925. Zbog bolesti školovao se neredovito i jedva završio gimnaziju. Bolest je, kaže Moravia, bila prva najvažnija činjenica u njegovom životu. Druga najvažnija činjenica bio je fašizam . Bolesti i fašizmu Moravia pripisuje toliku važnost, jer je zbog njih i pretrpio i sam učinio ono što inače nikada ne bi. «Ono što oblikuje naš karakter jesu stvari koje smo primorani činiti, a ne one koje činimo svojom voljom». 
Nakon izlaska iz sanatorija Moravia se posvetio pisanju svog prvog romana, Ravnodušni ljudi, istodobno surađujući u časopisima književne avangarde – "900" i "Pegaso". Godine 1929. Moravia dijelom sam financira objavljivanje Ravnodušnih ljudi. Roman je izazvao kontroverze: fašistički orijentirana javnost osudila ga je.
Tridesetih je godina Moravia nastavio objavljivati, putovati Europom (London, Pariz, Grčka), posjetio je SAD (New York), Meksiko, Kinu. Istodobno se pogoršao njegov odnos s fašističkim režimom. Optužen je da je «nemoralan pisac»; ministarstvo kulture zabranjuje novinama da govore o njegovom romanu Le ambizioni sbagliate (objavljenom 1935.), a po objavljivanju romana Maskarada (satira na temu diktature u imaginarnoj srednjeameričkoj zemlji) zabranjuje mu se da se u novinama potpisuje svojim imenom.
Godine od dolaska Hitlera na vlast pa do pada fašizma u Italiji (1933. – 1943.) bile su, po Moravijinim riječima, najgore u njegovom životu, a putovanja su, piše on dalje, možda bila način da umakne «ozračju zatrovanom lažima, strahom i konformizmom». 
Četrdesetih i pedesetih godina intenzivno je objavljivao romane, pripovijetke, drame, pisao u novinama i časopisima: pripovijetke i putopisnu prozu objavljuje mu Corriere della Sera, a filmsku kritiku L'Espresso. Djela su mu prevedena na sve glavne jezike. Nastavio je putovati, posjetio je još Srednji istok, Tursku, Egipat, Španjolsku, Rusiju, Indiju.
Godine 1952. sve su mu knjige stavljene na Indeks. Godinu dana kasnije, s Albertom Caroccijem utemeljio je književni časopis «Nuovi argomenti». Nastavio je intenzivno objavljivati.
Prisutnošću ne više samo u tiskanim medijima, nego i na radiju i televiziji, potpisivanjem desetaka manifesta, davanjem i vođenjem intervjua, gradi se kult oko Moravije, koji se ne libi javno istupati. Tako se angažirao i 1968., u godini studentskih prosvjeda; u vrijeme rasprave o seksualnom oslobođenju čovjeka, Moravia objavljuje roman u cijelosti posvećen toj temi (Ja i on, Io e lui, 1971; svojim zbirkama pripovijedaka iz istog razdoblja (Raj, ) stječe, kao «muški šovinist», nesklonost predstavnika feminističkog pokreta.
Novije Moravijino stvaralaštvo obilježeno je upravo njegovim javnim djelovanjem. Moravia se javno izjašnjava o pitanjima od književne avangarde, preko studentskih zahtjeva, kineske kulturne revolucije, ženskih pitanja, pa do seksualne revolucije, smatrajući da je jedna od društvenih funkcija suvremenog pisca izreći svoj stav o svim ideološkim temama koje karakteriziraju epohu. Takav stav, tvrdi kritičar Roberto Tessari, ima svoju cijenu: kapitalističko društvo daje piscu privilegij riječi, no pod uvjetom da ta riječ bude lišena svakog autentičnog značenja i težine. 
Godine 1952. Moravia je dobio talijansku književnu nagradu Strega (za zbirku pripovijedaka I racconti). Književnu nagradu Viareggio dobio je 1961. (za roman Dosada). 
Od 1941. do 1962. bio je u braku sa spisateljicom Elsom Morante. Od 1962. do 1983. bio je u braku sa spisateljicom Daciom Maraini. Godine 1986. oženio je 45 godina mlađu Carmen Llerom, s kojom je ostao do smrti.

## Popis djela prevedenih na hrvatski
- Ravnodušni ljudi (Gli indifferenti, 1929)
- Maskarada (La mascherata, 1941)
- Agostino (Agostino, 1944)
- Rimljanka (La romana, 1947)
- Bračna ljubav (L'amore coniugale, 1947)
- Konformist (Il conformista, 1947)
- Prezir (Il disprezzo, 1954)
- Čočara (La ciociara, 1957)
- Nove rimske priče (Nuovi racconti romani, 1959)
- Dosada (La noia, 1960)
- Automat (L'automa, 1962)
- Pažnja (L'attenzione, 1965)
- Raj (Il paradiso, 1970)
- Ja i on (Io e lui, 1971)
- Noso Rog (Storie della preistoria, 1982)